# Jaromír Weinberger
 (août 2025).
Si vous disposez d'ouvrages ou d'articles de référence ou si vous connaissez des sites web de qualité traitant du thème abordé ici, merci de compléter l'article en donnant les références utiles à sa vérifiabilité et en les liant à la section « Notes et références ».
Pour les articles homonymes, voir Weinberger.
Jaromír Weinberger, né le 8 janvier 1896 à Prague (République tchèque, alors Autriche-Hongrie), mort le 8 août 1967 à St. Petersburg (Floride, États-Unis), est un compositeur et pédagogue d'origine tchèque, naturalisé américain en 1948.

## Biographie
Enfant, Jaromír Weinberger entame des études musicales auprès de Jaroslav Křička, puis de Václav Talich et Rudolf Karel. Entré au Conservatoire de Prague en 1910, il y poursuit sa formation (en composition) avec Vítězslav Novák et Karel Hoffmeister. Il prend également des cours de contrepoint auprès de Max Reger, au Conservatoire de Leipzig (Allemagne). Diplômé, il s'expatrie aux États-Unis de 1922 à 1926, où il enseigne à son tour la composition, dans les deux établissements privés d'enseignement supérieur d'Ithaca (État de New York), l'université Cornell et l'Ithaca College (en).
De retour dans son pays natal en 1926, il est un temps directeur du théâtre national de Bratislava (actuelle Slovaquie). Il enseigne également la composition aux Conservatoires d'Eger (Hongrie) et de Prague. De confession juive, il fuit la Tchécoslovaquie en 1938, la montée du nazisme restreignant de plus en plus sa liberté artistique. Après un passage à Paris puis à Londres, il retourne aux États-Unis en 1939, où il s'installe définitivement, à New York dans un premier temps. Devenu citoyen américain en 1948, il s'établit pour finir à St. Petersburg, en Floride ; dépressif et atteint d'une tumeur du cerveau, il s'y suicide en 1967.
Le catalogue des œuvres de Jaromír Weinberger (d'un romantisme tardif, influencées notamment par Vítězslav Novák et Max Reger) comprend des pièces pour piano et orgue, de la musique de chambre, diverses compositions pour orchestre (dont deux concertos et des musiques de scène), des mélodies, quatre opérettes, quatre opéras, ou encore diverses pièces pour voix soliste(s) et/ou chorales, entre autres.
Sa composition la plus connue est sans doute l'opéra Švanda dudák (Schwanda, le joueur de cornemuse), créé au Théâtre national de Prague en 1927. Connaissant alors un grand succès, il est notamment repris et créé à Berlin en 1929 (par Erich Kleiber ; version allemande titrée Schwanda, der Dudelsackpfeifer), à Vienne en 1930 (par Clemens Krauss, en allemand), au Metropolitan Opera de New York en 1931 (par Artur Bodanzky, en allemand, avec Friedrich Schorr dans le rôle-titre et Maria Müller), et au Covent Garden de Londres en 1934 (par Clemens Krauss à nouveau).
Une de ses œuvres pour orchestre, les variations et fugue Under the Spreading Chestnut Tree (en), créée en 1939 par l'orchestre philharmonique de New York et Sir John Barbirolli, connaît également en son temps une certaine popularité. Mentionnons aussi son ballet Saratoga (livret du compositeur), créé en 1941 à Cincinnati (Ohio), par les ballets russes de Monte-Carlo (alors exilés en raison de la guerre), sur une chorégraphie de (et avec) Léonide Massine, dans des décors d'Oliver Smith.
Relevons encore que Jaromír Weinberger rend hommage à son pays d'adoption à travers plusieurs compositions, comme sa Mississippi Rhapsody (1940) pour ensemble de jazz — il écrit d'autres pièces pour cette formation —, sa suite symphonique Legend of the Sleepy Hollow (inspirée de la nouvelle éponyme de Washington Irving, 1940), ou encore son unique symphonie (Lincoln Symphony, 1941).
Enfin, seule expérience à ce titre, on lui doit la musique d'un film tchèque sorti en 1935.

## Compositions (sélection)

### Œuvres pour instrument solo
Pièces pour piano
- 1915 : Sonate op. 4 ; Spinett-Sonate (éditée en 1925)
- 1924 : Étude en sol majeur sur le choral polonais Z dymem pożarów ; Rytiny (Gravures), cinq préludes et fugues ; Trois pièces (Tři klavírní kusy / Drei Klavierstücke)
- 1941 : Étude Five-Eighths

Pièces pour orgue
- 1939 : Bible Poems
- 1941 : Sonate
- 1946 : Six Religious Preludes (Six préludes religieux)
- 1954 : Cinq préludes Dedications
- 1956 : Trois préludes Meditations

### Musique de chambre
- 1920 : Prélude Colloque sentimental et Une cantilène jalouse (titres originaux), pour violon et piano
- 1924 : Trois pièces (Banjos, Cowboyovy Vánoce et Na Nelly Gray) pour violon et piano
- 1929 : Six chants et danses tchèques České písně a tance pour violon et piano
- 1940 : Quatre sonatines avec piano (respectivement, pour basson, clarinette, flûte et hautbois)
- 1941 : Ten Characteristic Solos (Dix soli caractéristiques) pour percussion et piano (œuvre commencée en 1939)

### Œuvres pour orchestre
Concertos
- 1939 : Concerto for Timpani (concerto pour timbales et ensemble de cuivres)
- 1940 : Concerto pour saxophone alto

Musiques de scène
- 1915 : Únos Evelynion (L'Enlèvement d'Évelyne), musique pour une pantomime en un acte (créée à Prague la même année)
- 1926 : Schilda (Kocourkov), musique pour un spectacle de marionnettes
- 1941 : Saratoga, musique de ballet (créée à Cincinnati la même année)

Œuvres pour ensemble de jazz
- 1940 : Mississippi Rhapsody ; Marche triomphante Homage to the Pioneers
- 1941 : Marche de concert Prelude to a Festival
- 1951 : Afternoon in the Village

Autres œuvres
- 1913 : Ouverture Veseloherní (humoristique)
- 1920 : Scherzo giocoso
- 1924 : Ouverture Předehra k loutkové hře (pour un spectacle de marionnettes)
- 1929 : Vánoce (Noël) avec orgue ; Six chants et danses tchèques České písně a tance (transcription de l'œuvre éponyme pour violon et piano pré-citée)
- 1931 : Ouverture Předehra k rytířské komedii (pour une comédie chevaleresque) ; Passacaglia (Passacaille) avec orgue
- 1936 : Canto ebraico (Hebrejský zpěv / Chant hébraïque)
- 1937 : Valdštejn (Wallenstein), suite tirée de l'opéra éponyme ci-après visé (même année)
- 1939 : Variations et fugue Under the Spreading Chestnut Tree (Sous le châtaignier qui s'étale) (œuvre créée la même année, puis révisée en 1941)
- 1940 : Suite Legend of the Sleepy Hollow ; Prelude and Fugue on 'Dixie'  ou Prelude and Fugue on a Southern Folktune (Prélude et fugue sur un chant populaire du Sud) ; Song of the High Seas (Chant de haute mer) pour orchestre de chambre, avec orgue ; Suite A Bird's Opera
- 1941 : Czech Rhapsody (Rhapsodie tchèque) ; Lincoln Symphony
- 1954 : Préludes religieux et profanes (titre original)
- 1959 : Folkdance and Fugue 'Aus Tirol'  (Danse folklorique et fugue du Tyrol)
- 1960 : Waltz Overture (Ouverture en forme de valse)

### Œuvres vocales/chorales
Mélodies
- 1924 : Písně s průvodem klavíru (Trois chants avec accompagnement de piano) pour voix basse
- 1956 : Bible of the Gypsies, sept romances pour mezzo-soprano et piano op. 57
- 1962 : Five Songs from 'Das Knaben Wunderhorn'  (Cinq chants tirés du recueil Le cor merveilleux de l'enfant), pour soprano et piano

Opérettes
- 1933 : Jarní bouře (Tempête de printemps), en trois actes (créée à Berlin la même année) ; Na růžích ustláno (Le Lit de roses) (créée à Brno la même année)
- 1934 : Apropó, co dělá Andula ? (À propos, que fait Andula ?) (créée à Brno la même année)
- 1936 : Císař pán na třešních (L'Empereur des cerises) (créée à Brno la même année)

Opéras
- 1926 : Švanda dudák (Schwanda, le joueur de cornemuse), en deux actes (créé à Prague en 1927)
- 1930 : Milovaný hlas (La Voix aimée), en trois actes (créé à Munich en 1931)
- 1932 : Lidé z Pokerflatu (Les Gens de Poker Flat), d'après l'histoire The Outcasts of Poker Flat de Bret Harte (créé à Brno la même année)
- 1937 : Valdštejn (Wallenstein), tragédie musicale en six scènes (créée à Vienne la même année)

Autres œuvres
- 1940 : Psalm CL (Psaume 150) et The Way to Emmaus (Le Chemin d'Emmaüs), cantates pour voix haute et orgue
- 1946 : Ecclesiastes (קהלת - Qohelet / L’Ecclésiaste), cantate pour soprano, baryton, chœurs, orgue et cloches
- 1962 : Ave, rhapsodie pour chœurs et orchestre

### Musique de film
- 1935 : Na růžích ustláno (en) de Miroslav Cikán (film tchèque)